# Romain Buffet (homme politique)
Pour les articles homonymes, voir Romain Buffet et Buffet.
Romain Buffet, né le 2 juillet 1905 à Bissy-sous-Uxelles et décédé le 21 novembre 1979 à Mâcon, est un homme politique français et résistant pendant la Seconde Guerre mondiale dans la région de Cormatin.

## Biographie
Né le 2 juillet 1905 à Bissy-sous-Uxelles (Sâone-et-Loire), Romain Buffet est le fils d’Antoine Buffet et de Marie Badet. Le 23 septembre 1930, il épouse Marie-Louise Gateaud. De cette union naît une fille, Madeleine, le 17 septembre 1939. Titulaire du Brevet élémentaire et diplômé des écoles d’agriculture de l’État, Romain Buffet, comme le fera plus tard sa fille, choisit le métier d’agriculteur, puis se spécialise dans l’activité de pépiniériste et de viticulteur. À partir de 1938, il dirige une exploitation qui emploie plusieurs ouvriers et maintient cette entreprise en activité jusqu’en 1971.
Romain Buffet accomplit son service militaire au quatrième zouave à Tunis durant dix-huit mois, en 1939. Il participe au second conflit mondial, en accomplissant ses services de guerre dans l’armée d’Afrique, comme capitaine de réserve. Il en sort décoré à plusieurs titres. Officier de la Légion d’honneur, il est Croix de guerre (1939-1945) et Croix du combattant volontaire (1939-1945). Il reçoit la médaille des évadés et de la France libérée. Il est également distingué pour son engagement dans la Résistance : la médaille de la Résistance et la Croix du combattant volontaire de la Résistance lui sont attribuées. Il en est de même pour la médaille de la France libérée.
La carrière politique de Romain Buffet débute dès avant la Guerre, avec son élection à la mairie de son village natal, Bissy-sous-Uxelles, dès 1935. Elle se poursuit avec son élection au Conseil général de Saône-et-Loire, à partir d’octobre 1951, dans le canton de Saint-Gengoux-le-National. Il y sera élu, pour la dernière fois, le 8 mars 1970. La troisième étape de son parcours électoral est marquée par son entrée au Palais-Bourbon, à la suite des événements du printemps 1968 et de la dissolution de l’Assemblée nationale par le général de Gaulle. Il est élu député suppléant de Philippe Malaud, maire et conseiller général gaulliste de Dompierre-les-Ormes. Les deux hommes, déjà candidats en 1967, battent le député sortant et maire de Mâcon, Louis Escande, en le devançant de plus de 6 000 voix au second tour. Philippe Malaud est appelé à siéger dans le gouvernement de Maurice Couve de Murville, à partir du 12 juillet 1968, comme secrétaire d’Etat chargé de la Fonction publique, fonction que cet énarque conserve les cinq années de la législature. Cette promotion permet à Romain Buffet de faire son entrée à l’Assemblée nationale, dès le mois d’août 1968. Républicain indépendant comme Philippe Malaud, il s’inscrit logiquement au groupe du même nom, au mois de septembre qui suit. Il est nommé membre de la commission de la défense nationale et des forces armées et y demeure les cinq années de son mandat. Son activité est circonscrite au dépôt d’une proposition de loi, le 10 décembre 1968, tendant à permettre aux anciens prisonniers de guerre de bénéficier d’une réduction d’âge, en vue de leur mise à la retraite anticipée, avec jouissance immédiate de la pension. Il intervient à deux reprises en séance publique : le 27 novembre 1968, il pose le problème des vins d’origine contrôlée, au cours de la discussion du projet de loi relatif à diverses dispositions d’ordre économique et financier ; trois ans plus tard, jour pour jour, il pose une question orale sans débat à Robert Boulin, ministre de la Santé publique et de la sécurité sociale, relative à la retraite des anciens prisonniers de guerre.
Au cours de son premier mandat, Romain Buffet s’inscrit nettement dans la majorité présidentielle. Il vote, comme l’ensemble de la représentation nationale, le projet de loi d’orientation sur l’enseignement supérieur, le 10 octobre 1968, les projets de loi sur la garantie des droits individuels des citoyens, le 28 mai 1970, et sur la répression de certaines formes nouvelles de délinquance, le 4 juin 1970. Il soutient le gouvernement Messmer, le 24 mai 1972. Républicain indépendant, il se démarque cependant de l’orthodoxie gaulliste, à deux reprises, en s’abstenant volontairement, lors du vote des projets de loi relatif à l’exercice du droit syndical dans les entreprises, le 4 décembre 1968, et à la création et à l’organisation des régions, le 27 avril 1972.
Au printemps 1973, Romain Buffet est à nouveau candidat suppléant de Philippe Malaud aux élections législatives, sous l’étiquette commune de l’Union des républicains de progrès pour le soutien au président de la République (URP) et du Centre national des Indépendants (CNI). Il retrouve son siège de député de Saône-et-Loire, alors que, le 6 mai 1973, Philippe Malaud, devenu président du Conseil général de Saône-et-Loire, conserve son poste de ministre de l’information, chargé de la réforme de l’ORTF, puis de ministre de la fonction publique, dans les gouvernements de Pierre Messmer. L’Assemblée prend acte de ce remplacement, le 9 mai 1973. Romain Buffet appartient à nouveau au groupe des Républicains indépendants. Comme sous la législature précédente, il appartient à la commission de la défense nationale et des forces armées. En revanche, il ne dépose aucun texte de loi, ni ne prend la parole en séance publique, au cours de son second mandat. Il soutient de ses votes la politique menée par les cabinets Messmer II et III, Chirac, et Barre I et II. En ce sens, il approuve l’ensemble du projet de loi constitutionnelle du 16 octobre 1973, vote en faveur de la déclaration de politique générale de Jacques Chirac, le 6 juin 1974. S’il s’exprime pour le nouveau projet de loi constitutionnelle du 10 octobre 1974, il vote contre l’Intervention volontaire de grossesse (I.V.G.) défendue par la ministre de la Santé, Simone Veil, le 28 octobre 1974. Il approuve la réforme du divorce, le 4 juin 1975, la nouvelle modification de la Constitution du 8 juin 1976, et l’élection des représentants à l’Assemblée des Communautés européennes au suffrage universel, le 21 juin 1977.
Aux élections législatives de 1978, Philippe Malaud propose à Gérard Voisin, qui deviendra ultérieurement député UMP de la circonscription, d’être son suppléant. En effet, Romain Buffet a décidé de ne pas se représenter et de se consacrer alors à ses autres mandats électifs de conseiller général et de maire qu’il conserve jusqu’à sa mort, le 21 novembre 1979.
Il était également chevalier du Mérite agricole, chevalier des Palmes académiques, titulaire de la médaille départementale et communale et de la médaille coloniale.